# قصر التل
قصر التل (بالكردية: كري قسروكا) هي قرية في شمال جمهورية العراق في محافظة دهوك، أُعلنَ عن ظهورها إلى اليابسة في أوائل شهر تشرين الثاني سنة 2021، بعد أن انحسر عنها ماء سد دهوك، وكانت قبلئذٍ مغمورة بمياه السد 36 سنة، كشف انخفاض منسوب المياه هنالك عن بناية مشيّدة بالحجر، يُعتقد أنها كانت مدرسة، كانت قرية قصر التل زراعية، يُزرع فيها العنب والتفاح والحنطة.